# 退化 (器官)
退化（Involution）是指器官缩小或恢复到原来大小的过程。在细胞水平上，退化表现在基底膜的蛋白水解过程，导致上皮退化和细胞凋亡，伴有基质纤维化，随后细胞数量的减少，基质组织的重组，导致器官变小。

## 例子

### 胸腺
胸腺在出生到青春期之间持续增长，之后开始萎缩。胸腺的萎缩是由循环性激素水平提高引起的。胸腺活动（ T细胞输出）与胸腺大小成正比，在青春期之前最为活跃。胸腺萎缩时，其大小和活动水平显著降低，并逐渐被脂肪組織取代。

### 乳腺
在怀孕期间直至分娩后，乳腺会稳定增大至达到最佳产奶量所需的大小。母乳喂养结束时，乳腺中的细胞数量会减少，直到达到与怀孕开始之前大致相同的数量。